# Jerusalemer Pilgerstraße

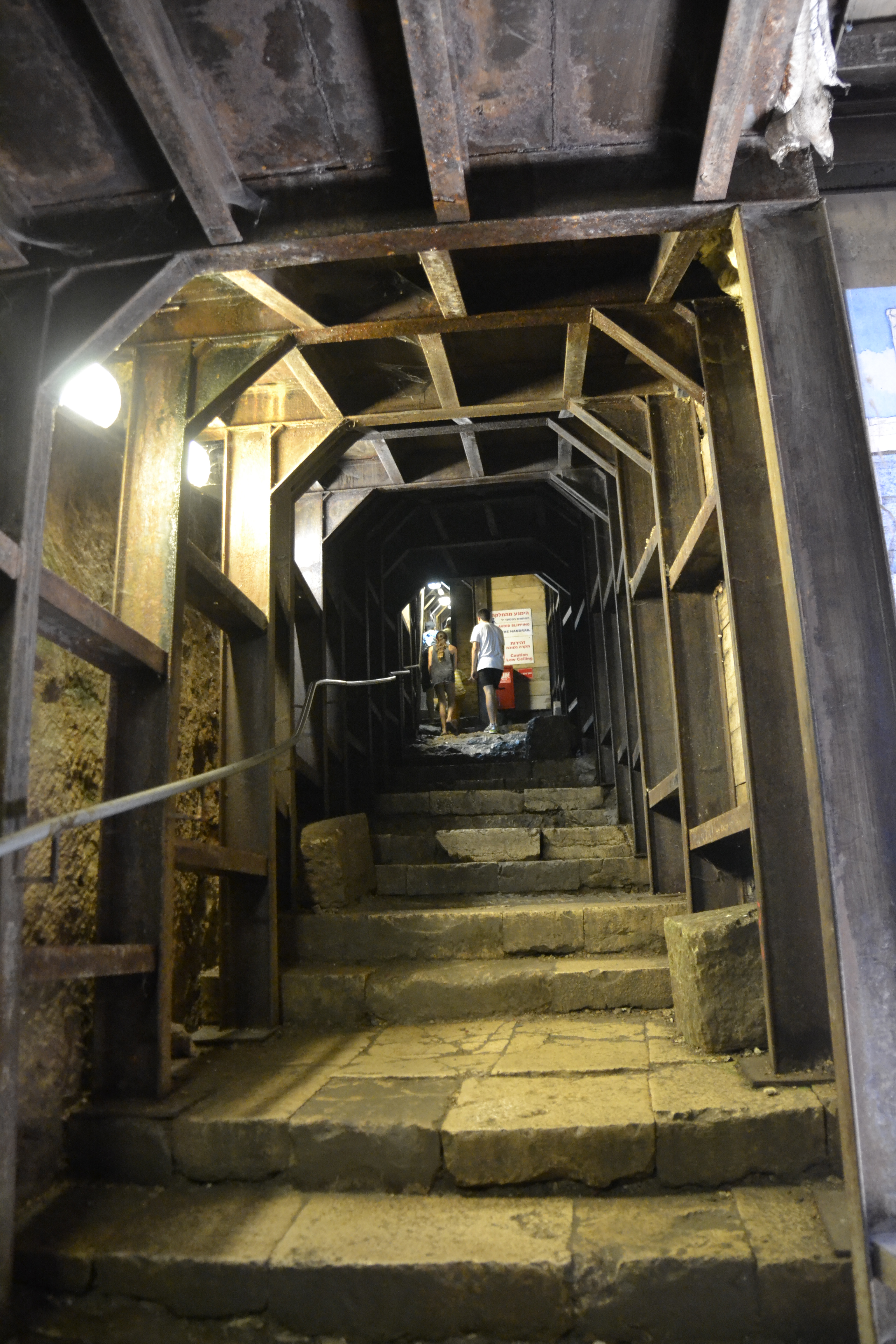
Getreppte Straßenführung

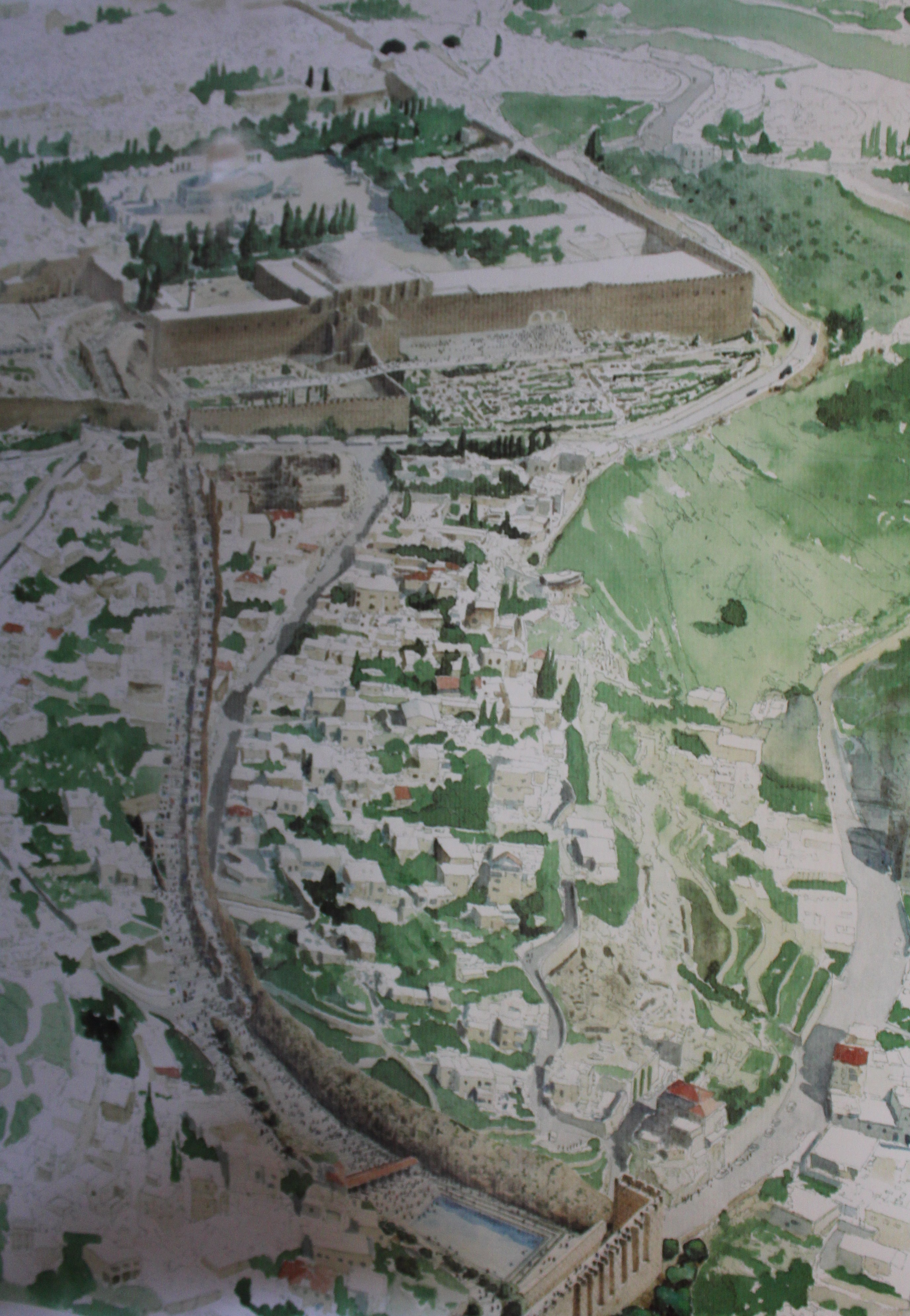
Idealisierte Darstellung des Straßenverlaufs vom Siloah-Teich zum Tempelberg

Die Jerusalemer Pilgerstraße war eine antike Straße, die den Herodianischen Tempel in Jerusalem von Süden her erschloss. Dem Ausgräber Ronny Reich zufolge war sie der Hauptzugang für die von Süden kommenden Pilger bis zur Zerstörung von Tempel und Stadt im Jüdischen Krieg (70 n. Chr.). Ein Stück der Straße wurde seit 2004 freigelegt und ist in einem Tunnel begehbar.

## Beschreibung

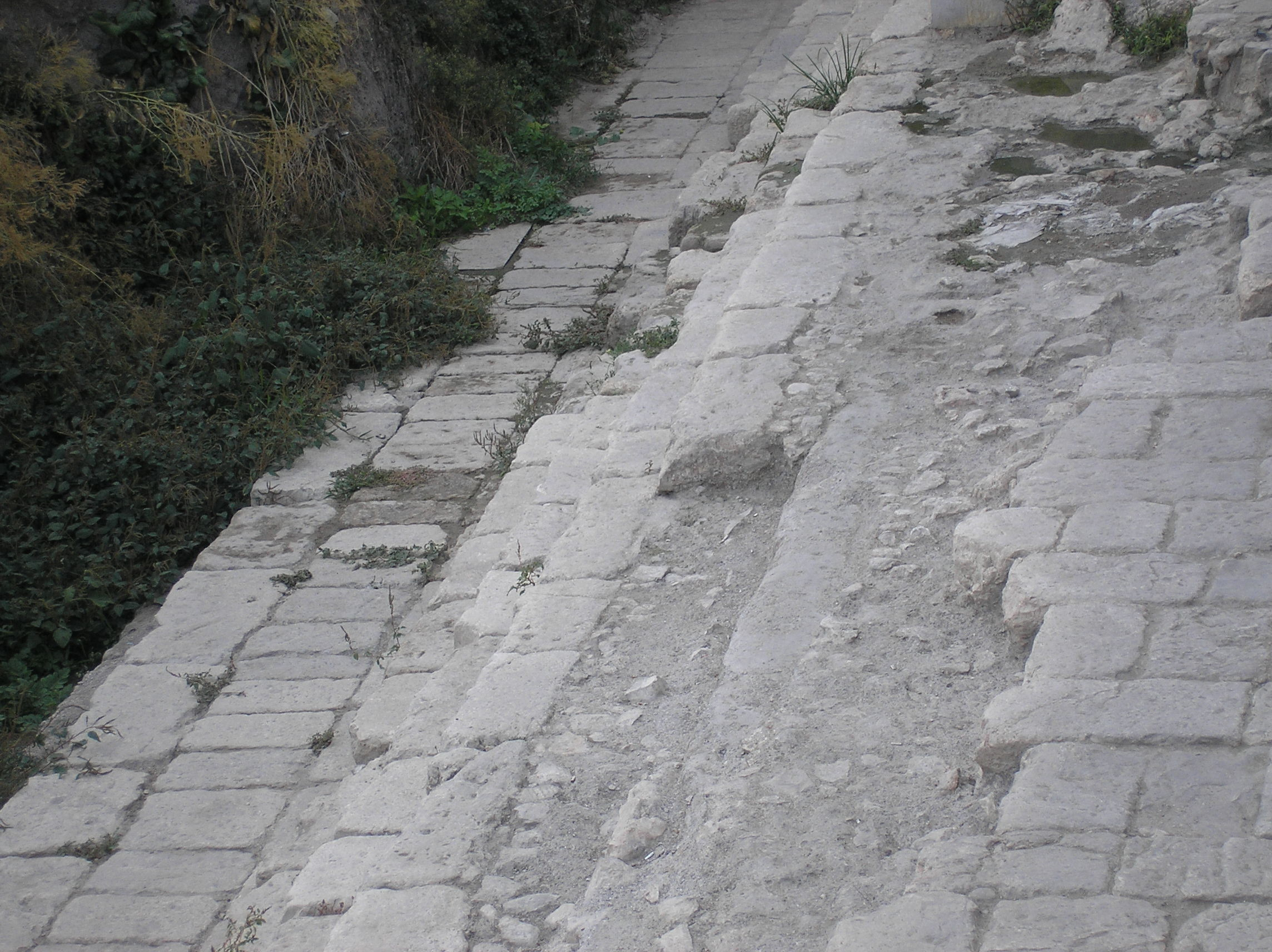
Beginn der Pilgerstraße: Freigelegter Rand des Siloah-Beckens, wo vor dem Tempelbesuch rituelle Waschungen vollzogen werden konnten.

Die Straße begann beim Teich von Siloah, wo genügend Wasser für die kultische Reinigung vieler Personen zur Verfügung stand. Sie führte dann etwa 600 Meter durch das damalige Stadtgebiet auf die südliche Umfassungsmauer des Tempels zu, wobei der Geländeanstieg durch einen Wechsel von engen und weiten Stufen ausgeglichen wurde.
Die auf dieser Straße anreisenden Tempelbesucher fanden auf der Südseite des Tempels zwei Monumentaltreppen vor, die auf ein Doppelportal und ein Dreifachportal zuführten (heute vermauert). Die auf das Doppelportal zuführende Treppe, 65,5 m breit und 6,7 m hoch, ist teilweise erhalten. „Die 30 Stufen waren aus dem Fels gehauen und mit Platten versehen, wobei Stufentiefen von 30 cm und 90 cm alternieren. Diese in der Antike krepidoma genannten Treppen- und Podeststufen ... finden sich auch bei griech.–röm. Tempelanlagen.“
Die Portale sind nicht identisch mit den Portalen des Herodianischen Tempels; die Südmauer des Haram stellt ein „Mauer-Patchwork“ dar, wobei ältere Spolien bei Renovierungsarbeiten wiederverwendet wurden; so befand sich rechts oberhalb des Doppelportals eine auf dem Kopf stehende lateinische Inschrift zu Ehren des Kaisers Antoninus Pius. Im Mauerwerk ist zwischen den beiden Portalen sowie an der Südostecke die stabilisierende sogenannte Meisterlage der herodianischen Mauer noch vorhanden.
Die heutige Begehung des Jerusalemer Pilgerstraßen-Tunnels ist verbunden mit dem Abstieg in die unter der Straße verlaufende, antike Wasserleitung. Das wird in der touristischen Aufbereitung der Grabung verknüpft mit dem Narrativ von der Einnahme Jerusalems durch die Römer im Jahre 70 n. Chr.; damals versuchten viele Kämpfer und Zivilisten, durch unterirdische Gänge zu fliehen, wie Flavius Josephus berichtete. Tatsächlich war das Team von Ronny Reich und Eli Shukron bei der Freilegung der herodianischen Straße auf die Fundamente eines byzantinischen Gebäudes gestoßen, das die Altertümerbehörde als erhaltenswert einstufte. Der Abstieg in die unter der Straße verlaufende antike Wasserleitung erlaubte es dann, den Tunnel, wie geplant, bis zur Südwestecke des Tempels fortzuführen.

## Archäologische Erforschung
Die Existenz dieser Straße ist seit langem bekannt.
- 1894 bis 1897 hatten Frederick J. Bliss und Archibald J. Dickey im Auftrag des Palestine Exploration Fund Teile einer von Süden her auf den Tempelberg zulaufenden antiken Straße ergraben und anschließend wieder mit Erde bedeckt.
- Auch Kathleen Kenyon, die 1963 ein weiteres, näher am Tempelberg gelegenes Stück der Straße freilegte, ließ die Grabung anschließend wieder zuschütten.
- 1996 übernahm die von David Be’eri gegründete Elad Foundation den Davidsstadt-Nationalpark von der staatlichen Nature and Parks Authority. (Diese gemeinnützige Organisation hat das Ziel, eine jüdische Präsenz in der palästinensischen Ortschaft Silwan aufzubauen. Der Name אלע"ד Elad ist ein Akronym für hebräisch: אל עיר דוד El Ir David, „hin zu der Stadt Davids“.) Die weiteren Grabungen waren ein Gemeinschaftsunternehmen der israelischen Altertümerbehörde und der Elad Foundation. Durch die von Elad bereitgestellten Mittel war archäologische Forschung in großem Maßstab möglich.
- 2004, kurz nach der Entdeckung des Siloah-Teichs aus der Zeit des Zweiten Tempels, begannen Ronny Reich und Eli Shukron mit der Freilegung der daneben verlaufenden, mutmaßlich herodianischen Straße. Reich räumte später ein, dass es dazu keine Genehmigung gab. Was als Bruch der Regeln begann, wurde später zum offiziellen Projekt.[5] Ende der Pilgerstraße: Treppe zum Doppelportal des Herodianischen Tempels.

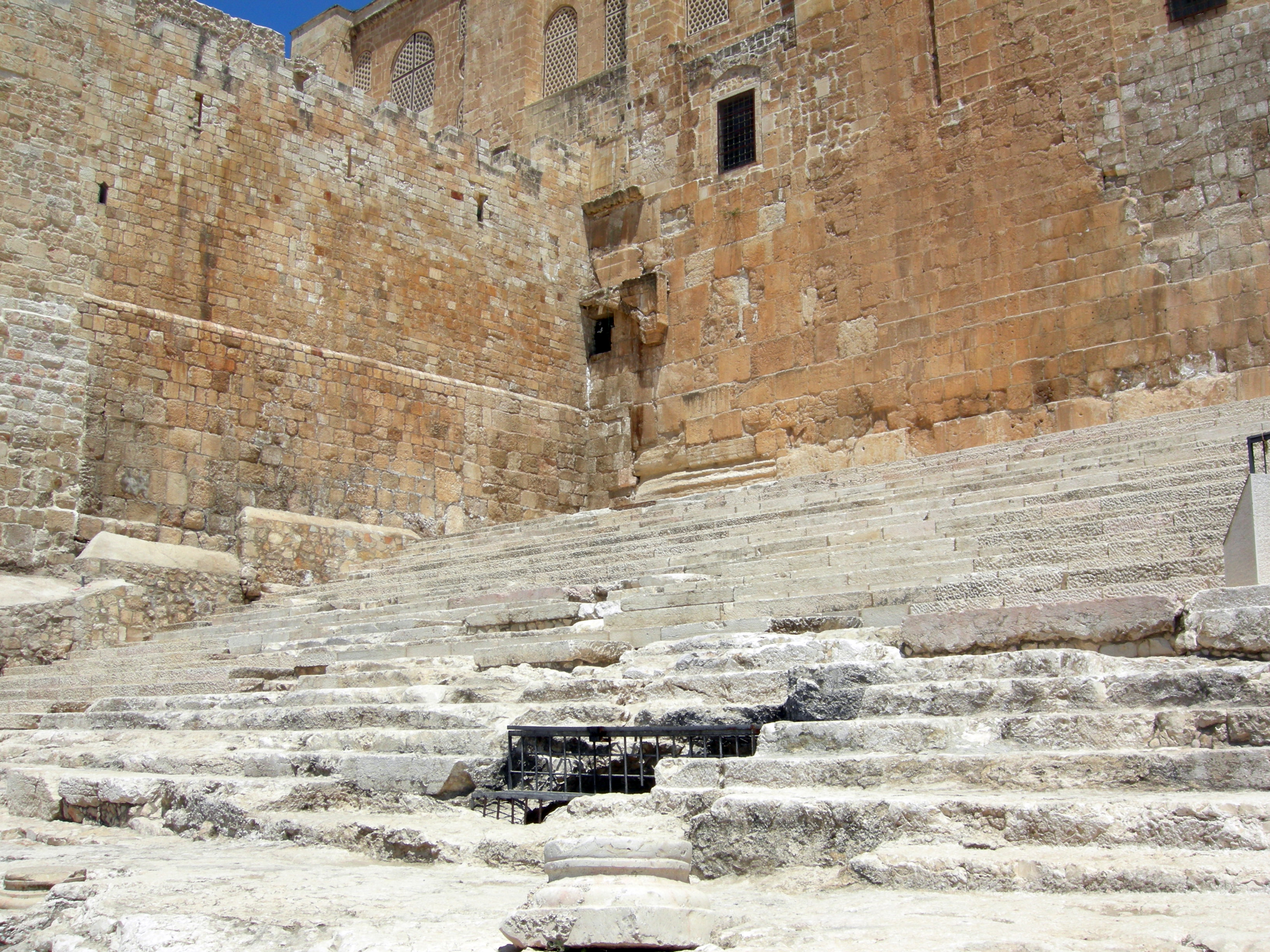
Ende der Pilgerstraße: Treppe zum Doppelportal des Herodianischen Tempels.

- 2007 entdeckten die Ausgräber eine parallel zu der von Bliss und Dickey entdeckten Straße verlaufende, repräsentativ ausgestaltete Straße, offensichtlich die historische Hauptroute der Tempelpilger. Reich vermutete, dass beide Straßen weiter nördlich konvergierten.[6]
- 2008 stoppte der Oberste Gerichtshof Israels vorübergehend die Ausgrabungen an dieser Trasse, weil Einwohner der palästinensischen Ortschaft Silwan geltend gemacht hatten, dass die Grabung ihre Häuser destabilisierte. Der Oberste Gerichtshof erlaubte dann doch den Fortgang der Ausgrabungen, „aber das hindert den Tunnel nicht daran, gelegentlich einzubrechen und klaffende Löcher an der Oberfläche zu verursachen, meist nach starken Regenfällen.“[7]
- 2009 hatten Ronny Reich und Eli Shukron ein 60 Meter langes und maximal 2,50 Meter breites[8] Stück der antiken Straße im Bereich des Siloah-Teichs freigelegt. Das für die Grabung zur Verfügung stehende Gelände war begrenzt, weil weder die Waqf-Behörde noch die griechisch-orthodoxe Kirche als Eigentümer benachbarter Grundstücke der archäologischen Erforschung zugestimmt hatten. Die repräsentative, fast acht Meter breite Pilgerstraße des Herodes war auf diesem schmalen Abschnitt für künftige Touristen nur mit Einschränkungen nachvollziehbar.
- 2011 wurde die Freilegung der antiken Straße in Form eines Tunnels unter der durch Silwan führenden Hauptstraße (Wadi Hilweh Street) fortgesetzt. Die Planung sah so aus, dass man beim Siloah-Teich einen Besuchereingang schaffen wollte, hinter dem man unterirdisch auf der Pilgerstraße, teilweise auch in dem dazugehörigen, unter der Straßenpflasterung verlaufenden Wasserleitungssystem, nordwärts bis zur Südwestecke des Tempelgeländes wandern könnte (Ausgang beim Davidson Center), in Zukunft vielleicht sogar mit Anschluss an den Klagemauertunnel, so dass die Besucher Stunden im Untergrund des antiken Jerusalems zubringen könnten, ohne auch nur das Tageslicht zu sehen.[9]
- Von 2014 bis 2016 wurde ein weiteres Segment der Pilgerstraße in voller Breite (7,50 m) und auf einer Länge von 120 Metern unterirdisch freigelegt.[10]

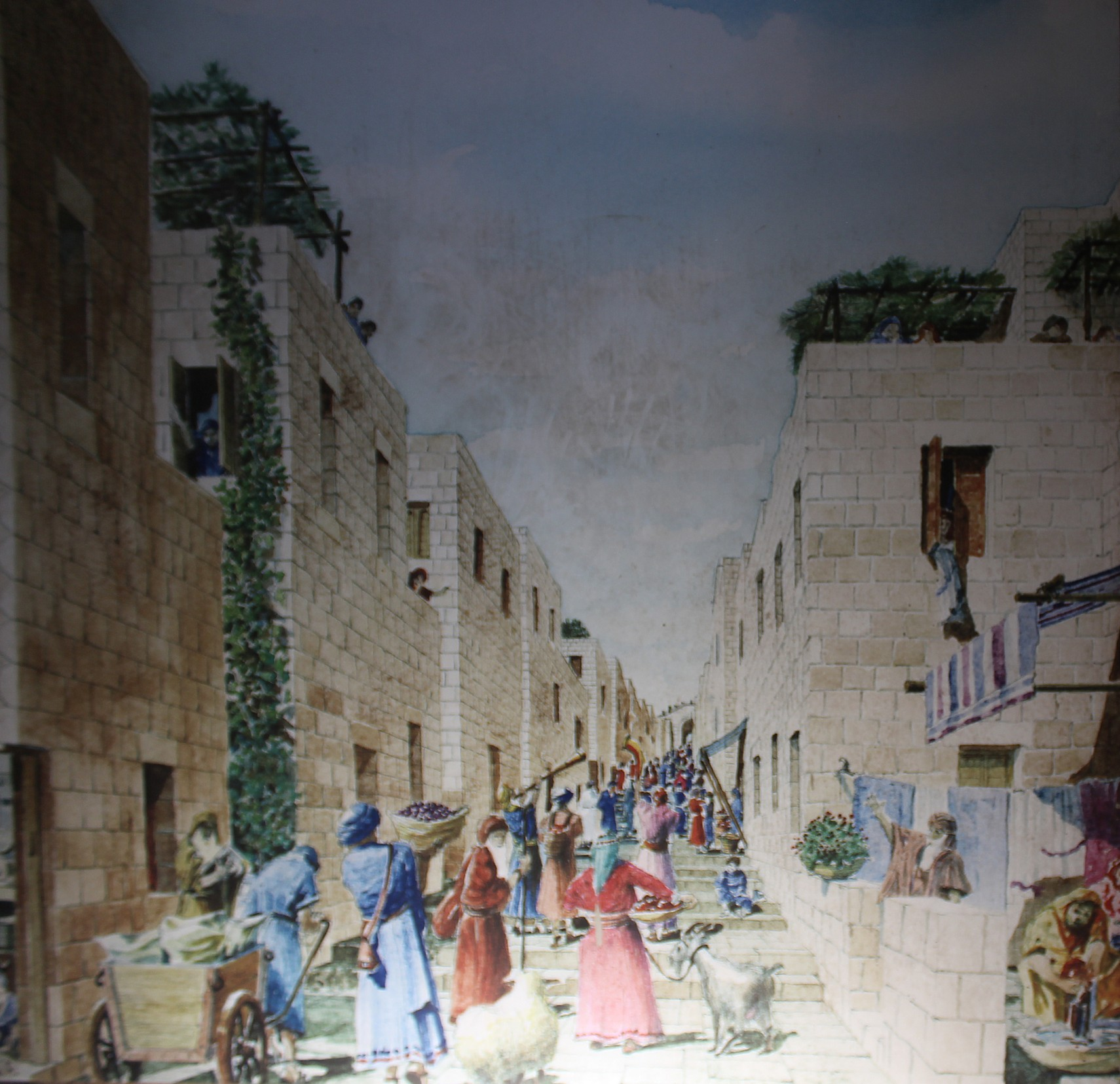
Touristische Erschließung: Wandbild, Pilger darstellend, die anlässlich des Sukkotfestes auf dem Weg zum Herodianischen Tempel sind.

## Kritik
Von fachlich-archäologischer Seite kritisierte Yoram Tsafrir, dass der Tunnel offenbar massiv mit Stahlträgern abgestützt werden müsse und wie eine militärische Anlage wirke. Man solle lieber auf politisch friedlichere Zeiten warten, in denen die Einwohner Silwans gegenüber einer normalen archäologischen Grabung in ihrem Ort positiv eingestellt seien. Sich horizontal durch den Boden vorzuarbeiten, sei eine unprofessionelle Vorgehensweise, die die Einordnung der Funde unmöglich mache.
Der Archäologe Ronny Reich betonte demgegenüber, dass das „Reinigen“ des antiken Wasserleitungssystems keine horizontal vorangetriebene Ausgrabung sei. Was die Freilegung der getreppten Straße betrifft, räumte Reich 2011 ein, dass die archäologische Arbeit in einem Tunnel nicht optimal gewesen sei, er aber den Erkenntnisgewinn durch die nur in dieser Weise mögliche Grabung abgewogen habe gegen den Erkenntnisverlust durch die unorthodoxe Grabungsmethode. Reich, der sich persönlich politisch links verortete, wäre eine staatliche Finanzierung der Grabung lieber gewesen als die Unterstützung durch Elad; Elad habe aber inhaltlich keinen Einfluss auf die Archäologen ausgeübt.

## Perspektive
Das Projekt dient vor allem der Förderung des Tourismus, es kann künftig den Nationalpark Davidstadt an den touristisch sehr erfolgreichen Klagemauertunnel anbinden. „In wissenschaftlicher Hinsicht“, so Ronny Reich 2016, „bringt es nicht viel. Es kann als Baudenkmal eine hübsche Ergänzung sein, aber es verbessert den Informationsstand kaum. Wir kannten den Verlauf der Straße schon vorher, wir wussten, wie sie aussah und auch, wer sie gebaut hatte.“